# 230 av. J.-C.
Cette page concerne l'année 230 av. J.-C. du calendrier julien proleptique.

## Événements
- 7 juin (21 avril du calendrier romain) : début à Rome du consulat de Marcus Aemilius Barbula et Marcus Iunius Pera[1].
- Été : les pirates illyriens s’emparent de Phoinikè en Épire. Les Épirotes renoncent à l’alliance achéenne et étolienne pour s’allier à la reine Teuta, et certainement lui cèdent le port de l’Altintania[2].
- Automne : la reine Teuta assiège Issa, sur la côte de Dalmatie. Issa fait appel à Rome, qui envoie une ambassade aux Illyriens pour leur demander de cesser leur piraterie contre les marchands romains dans l'Adriatique. Teuta reçoit l'ambassade romaine et fait assassiner le plus jeune des délégués du Sénat, ce qui déclenche les hostilités[2].

- En Chine, l'État de Qin envahit Han[3].
- Début du règne de Prusias Ier le Boiteux, roi de Bithynie (ou 228 av. J.-C., fin en 183 av. J.-C.)[4]. Il mène la guerre contre Byzance et Pergame.

## Naissances
- Lucius Aemilius Paullus Macedonicus, général et homme d'État romain.
- Caecilius Statius, poète et dramaturge latin.

## Décès
- Aristarque de Samos, astronome, et mathématicien grec (né en −310). Il est le premier à concevoir l’idée de la rotation de la Terre autour du Soleil, ce qui le fait accuser d’impiété. Il détermine également les dimensions de la Lune et du Soleil et leurs distances relatives par rapport à la Terre.
- Timon de Phlionte, poète satirique et philosophe sceptique grec, auteur des Railleries ou Silles, où il critique en les ridiculisant tous les systèmes philosophiques (né en −280).
- Xunzi, moraliste chinois, disciple de Confucius (né v. −298) qui professait que la nature essentiellement mauvaise de l’homme devait être enrayée par une éducation stricte et guidée par des règles rigides.